# Park Narodowy São Joaquim
Park Narodowy São Joaquim – park narodowy położony w brazylijskim stanie Santa Catarina. Utworzony 6 czerwca 1961. Od 2008 uznawany przez BirdLife International za ostoję ptaków IBA.
Park utworzono 6 czerwca 1961 na mocy dekretu Nº 50.922, obejmował wówczas obszar 49300 ha. W 2016 według Instituto Chico Mendes de Conservação da Biodiversidade obejmował powierzchnię 49800 ha. Leży 175 km na południowy zachód od Florianopolis.

## Warunki naturalne
Park obejmuje obszary od wysokości 800 do 1822 m n.p.m. – najwyższym szczytem jest Morro da Igreja. Park obejmuje część południowobrazylijskiego płaskowyżu poprzecinanego głębokimi dolinami rzecznymi. Płaskowyż zdominowany jest przez obszary trawiaste. W wyżej położonych dolinach przeważają sosnowe lasy galeriowe z domieszką araukarii brazylijskich (Araucaria angustifolia), zaś na niżej położonych obszarach – lasy subtropikalne. Zwykle przez kilka zimowych dni na terenie parku pada śnieg.

## Fauna
Według danych IUCN z 1977 i z maja 1981 w parku występują wydry długoogonowe (Lontra longicaudis), oceloty wielkie (Leopardus pardalis), mrówkojady wielkie (Myrmecophaga tridactyla), sarniaki pampasowe (Ozotoceros bezoarticus). 
Od 2008 roku BirdLife International uznaje park narodowy za ostoję ptaków IBA. Wymienia 8 gatunków, których występowanie na obszarze zaważyło o uznaniu parku za ostoję. Wśród nich jest jeden zagrożony, amazonka pąsowa (Amazona vinacea) i jeden narażony – mniszek blady (Xolmis dominicanus). Pozostałe 6 to gatunki bliskie zagrożenia – białostrząb szarogłowy (Pseudastur polionotus), puszczyk brazylijski (Strix hylophila), dzięciolnik czerwonoczapkowy (Picumnus nebulosus), tyrańczyk białooki (Phylloscartes difficilis), cierniogonek araukariowy (Leptasthenura setaria) i modrowronka lazurowa (Cyanocorax caeruleus). Według danych z 1981 i 1977 występują tu również: wojownik ozdobny (Spizaetus ornatus) i jaskólak (Elanoides forficatus).